# Wiljon Vaandrager
Willemien „Wiljon” Vaandrager, później Cornelisse (ur. 27 sierpnia 1957 w Hall) – holenderska wioślarka, brązowa medalistka olimpijska.

## Kariera
Wystąpiła na igrzyskach olimpijskich w Los Angeles w 1984, gdzie osada Holandii w składzie: Nicolette Hellemans, Lynda Cornet, Harriet van Ettekoven, Greet Hellemans, Marieke van Drogenbroek, Anne-Marie Quist, Catalien Neelissen, Wiljon Vaandrager i Marty Laurijsen (sterniczka) zdobyła brązowy medal w ósemkach. W finale uplasowały się o 3,12 sekundy za osadą USA i 1,05 sekundy za Rumunkami. Na tych samych igrzyskach zajęła piąte miejsce w czwórkach ze sternikiem. 
Była też między innymi szósta w ósemkach na mistrzostwach świata w Amsterdamie (1977) i siódma w czwórkach ze sternikiem na mistrzostwach świata w Monachium (1981).